# Rhenag Rheinische Energie
Die Rhenag Rheinische Energie AG ist ein regionaler Energieversorger und bundesweit agierender Stadtwerke-Kooperationspartner mit Sitz in Köln.
Das Unternehmen beliefert in seinem Versorgungsgebiet direkt Endverbraucher mit Strom, Gas und Wasser, hält daneben aber auch Beteiligungen an anderen Versorgungsunternehmen und ist Service-Dienstleister für Stadtwerke und andere, kleinere und mittlere Energieversorger.

## Geschichte
Die rhenag wurde 1872 auf Initiative von König Wilhelm von Preußen als „Rheinische Wasserwerksgesellschaft“ in Köln gegründet. Geschäftsinhalt war zunächst die Planung, der Bau und Betrieb von Wasserwerken im Kölner Raum, insbesondere auf der rechtsrheinischen Seite. Kurze Zeit später kamen auch Gaswerke hinzu und die Rheinische Wasserwerksgesellschaft wurde zu einem wichtigen Gas- und Wasserversorger in der Region Köln.
1930 übernahm die Thüringer Gas AG (Thüga) die Aktienmehrheit und es erfolgte eine Umfirmierung in Rheinische Energie Aktiengesellschaft, kurz rhenag.
1957 gab die Thüga die Aktienmehrheit an das Rheinische Elektrizitätswerk (RWE) ab, hielt aber bis zum Jahre 2001 eine Minderheitsbeteiligung. Nach der Konzentration auf dem deutschen Versorgungsmarkt mit der Fusion von RWE und VEW sowie der Bildung der E.ON aus VEBA und VIAG verlangten die deutschen und europäischen Kartellbehörden eine Entflechtung der Beteiligungen. Die E.ON-eigene Thüga stieg daraufhin bei der rhenag aus und es wurde 2002 ein Teil der rhenag-Beteiligungen in eine neue Thüga Beteiligungen AG abgespalten. Das Versorgungsgeschäft im Kölner Raum verblieb voll bei RWE.

## Geschäftstätigkeit
Die Geschäftstätigkeit der rhenag basiert auf zwei Standbeinen: Dem Energiegeschäft und dem Dienstleistungsgeschäft. Im Energiegeschäft, der operativen Basis und dem Hauptstandbein der rhenag, versorgt das Unternehmen Haushalte, Gewerbe und öffentliche Einrichtungen mit Gas, Strom, Wasser und Wärme. Im B-to-B-Dienstleistungsgeschäft bietet die rhenag Stadtwerken und regionalen Energieversorgungsunternehmen Unterstützung in allen betriebswirtschaftlichen und technischen Fragen eines Versorgungsunternehmens an. Damit gehört die rhenag zu den wenigen Energieversorgungsunternehmen, die auch im Beratungsgeschäft tätig sind.

## Versorgungsgebiet
Die rhenag beliefert insgesamt rund 140.000 Kunden im Rhein-Sieg-Kreis (NRW), dem nördlichen Rheinland-Pfalz (Westerwald) sowie in den Orten Mettmann,  und Rommerskirchen mit Strom, Gas und Wasser.
Rund 83.000 Kunden werden im gesamten rechtsrheinischen Rhein-Sieg-Kreis – mit Ausnahme von Troisdorf und Bad Honnef – mit Erdgas versorgt. Rund 25.000 Kunden beziehen in Siegburg rhenag-Strom. Außerdem betreibt die rhenag in Siegburg das Straßenbeleuchtungs- und Wassernetz und baut ein Ladestellennetz für fünf Stromtankstellen für Elektrofahrzeuge aus. Für insgesamt 24.000 Kunden verantwortet das Unternehmen die Wasserversorgung. In Hennef betreibt die rhenag das Wassernetz in Betriebsführung für die Kommunen, in Königswinter außerdem eine eigene Wasserversorgung. In Much übernimmt die rhenag neben der Gasversorgung auch die Wasserbetriebsführung und Abwasserabrechnung. Seit Januar 2008 werden zudem rund 4.000 Gaskunden in externen Gebieten beliefert (beispielsweise Bonn).
In Köln betreibt die rhenag gemeinsam mit der Energieversorgung Mittelrhein (EVM) ein Rechenzentrum für 120 Versorgungsunternehmen mit insgesamt ca. drei Millionen Abrechnungseinheiten und einem fakturierten Umsatz von rund 5,0 Milliarden Euro.

## Engagement

### Stiftung für Gewässerschutz und Wanderfischarten
Seit 2006 unterstützt die rhenag die Stiftung für Gewässerschutz und Wanderfische (NRW), die auch die naturnahe Wiederherstellung von NRW Gewässern zum Ziel hat. Ehemals heimische Wanderfischarten wie der Lachs sollen so wieder in ihren früheren Lebensraum zurückkehren.

### Herbstwaldlauf Alsdorf
Die rhenag ist seit Jahren Hauptsponsor und Namensgeber des rhenag-Herbstwaldlaufs in Alsdorf.

### Amateurfußball
Die rhenag ist Hauptsponsor des Fußballvereins DJK Eintracht Hoeningen und ebenfalls Sponsor und Namensgeber des Rhenag Cup, welcher auf der Kampfbahn Hohe Luft in Hoeningen stattfindet.

## Konzernstruktur
An der Spitze der rhenag Rheinische Energie AG stehen gleichberechtigt die Vorstände Jan-Bernd Brüning und Till Cremer. Der Aufsichtsrat besteht aus acht Mitgliedern, die die beiden Gesellschafter vertreten.
Dies sind die RheinEnergie AG, die 54,4 % der rhenag-Anteile hält, sowie die Westenergie AG, Essen, die die restlichen 45,6 % der Anteile besitzt.
Die rhenag hält heute unter anderem folgende Beteiligungen:
- e-regio GmbH & Co. KG, Euskirchen (40,46 %)
- Agger Energie GmbH, Gummersbach (62,74 %)
- GVG Rhein-Erft GmbH, Hürth (56,63 %)
- Maingau Energie GmbH, Obertshausen (26,12 %)
- Stadtwerke Troisdorf GmbH, Troisdorf (40 %)
- Stadtwerke Ratingen GmbH, Ratingen (24,77 %)
- evd Energieversorgung Dormagen GmbH, Dormagen (49 %)
- SVB Siegener Versorgungsbetriebe, Siegen (24,92 %)
- BEW Bergische Energie- und Wasser-GmbH, Wipperfürth (19,5 %)
- Sauber Energie, Köln (16,7 %)
- Rhein-Sieg Netz GmbH, Siegburg (100 %)
- Westerwald-Netz GmbH, Betzdorf-Alsdorf (100 %)

sowie Beteiligungen an zahlreichen weiteren Gesellschaften.